# کنستانتین فرومن
کنستانتین فرومن (انگلیسی: Constantin Frommann؛ زادهٔ ۲۷ مهٔ ۱۹۹۸) بازیکن فوتبال اهل آلمان است.
وی همچنین در تیم‌های ملی فوتبال جوانان آلمان و جوانان آلمان و جوانان آلمان و زیر ۲۰ سال آلمان بازی کرده‌است.